# Marjatta Brummer
Kerttu Marjatta Brummer, född Korvenkontio, gift Rankka och Rankka-Persson, född 31 oktober 1915 i Pieksämäki, död 30 mars 2007 i Stockholm, var en finländsk-svensk arkitekt. Hon var från 1949 gift med arkitekten Per Persson och mor till Patrik Brummer (Brummer & Partners). 
Brummer, som var dotter till filosofie doktor Valio Armas Korvenkontio (tidigare Brummer) och Inkeri Laaksonen, avlade studentexamen i Helsingfors 1934, utexaminerades från Tekniska högskolan i Helsingfors 1944 och från Kungliga Konsthögskolan 1948. Hon var anställd hos professor Jussi Paatela samt arkitekterna Ragnar Ypyä, Dag Englund och Erkki Huttunen till 1947, anställdes hos arkitekt Sture Frölén i Stockholm 1947, hos HSB:s riksförbund i Stockholm 1950 och bedrev arkitektverksamhet tillsammans med maken i AB Per Persson – Marjatta Rankka från 1956.
Brummer ritade bland annat skolor och bostadsområden i Hagsätra och Fruängen. Tillsammans med Jarl Bjurström vann hon en arkitekttävling om ett bostadsområde i Jönköping. Tillsammans med Maire Gullichsen och Alvar och Aino Aalto lanserade hon det finländska företaget Artek i Sverige.